# Schloss Sattelpeilnstein

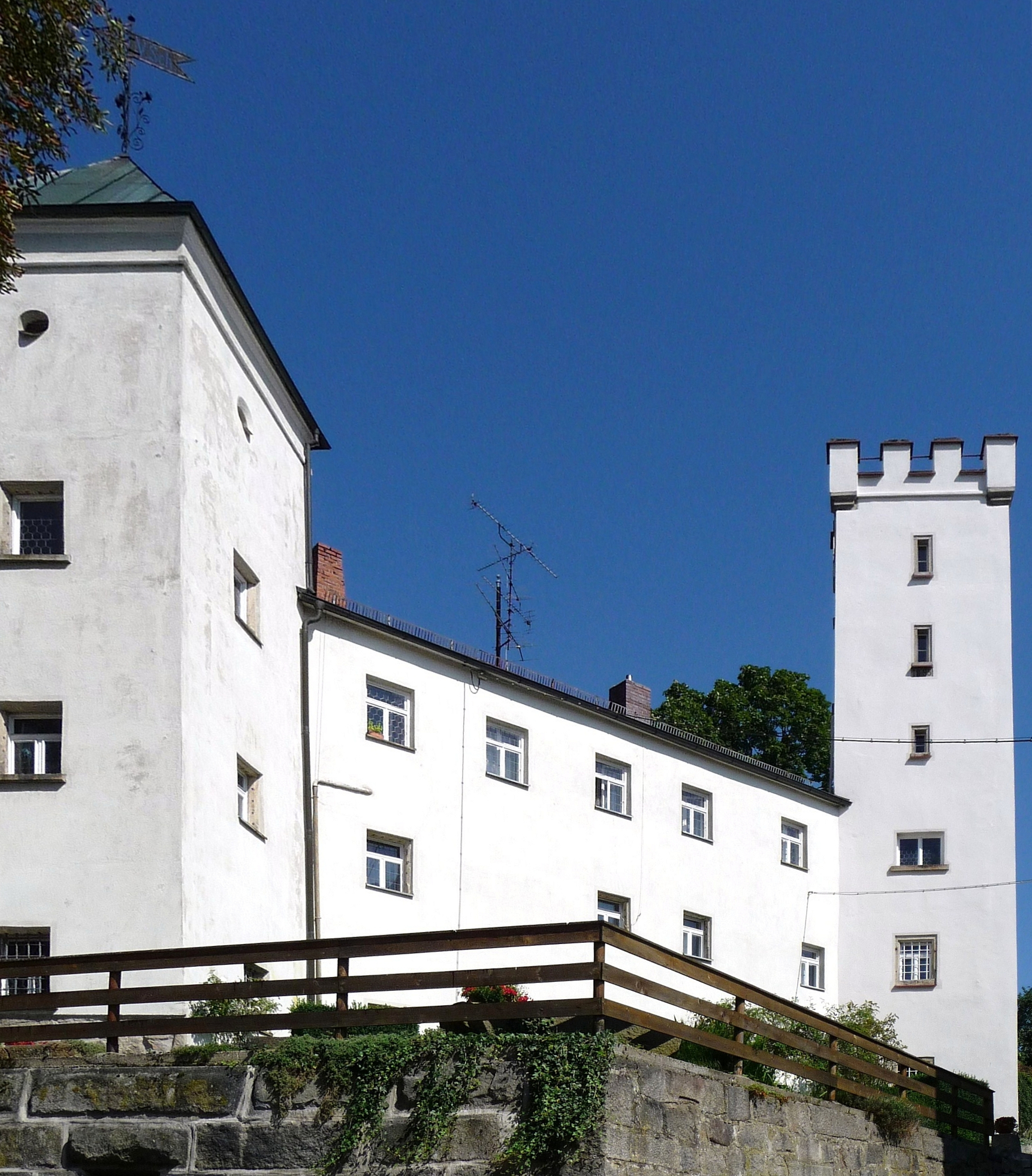
Schloss Sattelpeilnstein heute

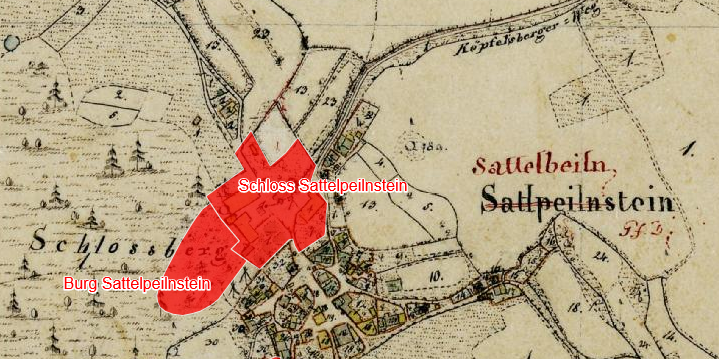
Lageplan von Burg und Schloss Sattelpeilnstein auf dem Urkataster von Bayern

Das Schloss Sattelpeilnstein (bisweilen auch Beistoi, Paylstain oder Peilstein genannt) befindet sich im gleichnamigen Ortsteil der Oberpfälzer Gemeinde Traitsching im Landkreis Cham von Bayern (Schloßplatz 1). Die Burg lag an der Südgrenze des Einflussbereichs der Diepoldinger gegen die Grafen von Bogen und von der Burg aus konnte die Handelsstraße von Straubing nach Cham über eine weite Strecke kontrolliert werden. Warum aus Peilnstein die Bezeichnung Sattelpeilnstein wurde, ist ungeklärt, der Name (Satelpeilstain) taucht 1459 in einer Regensburger Dombaurechnung erstmals auf, als amtliche Bezeichnung wird er einmal 1503 und dann erst wieder 1787 verwendet. Die Anlage ist unter der Aktennummer D-3-72-164-50 als denkmalgeschütztes Baudenkmal von Sattelpeilnstein verzeichnet. Ebenso wird sie als Bodendenkmal unter der Aktennummer D-3-6841-0074 im Bayernatlas als „archäologische Befunde des Mittelalters und der frühen Neuzeit im Bereich des Schlosses von Sattelpeilnstein“ geführt.

## Geschichte
In der zweiten Hälfte des 12. Jahrhunderts treten Ministeriale der Markgrafen von Cham auf, die sich nach Peilstein nennen. In dem Herzogsurbar von 1311 wird das catrum Peilstein als herzogliches Gut der Wittelsbacher erwähnt. Der letzte dieser Familie könnte 1339 Eiban von Peilstein gewesen sein. Ein Loitzendorfer wird für die Burghut für das castri Peylstain aus den Chamer Zolleinnahmen bezahlt. Sattelpeilnstein und seine Pertinenz Tragenschwand gelten nach dem Lehenbuch von 1625 als Reichslehen. Ludwig der Brandenburger verschreibt 1348 dem Wolfhart Zenger einige Summen Geldes für seine Dienste auff der vesten Peylstain. 1352 wurde die Burg mit dem Gericht Cham von den niederbayerischen Herzögen an die Pfälzer Wittelsbacher verpfändet. Als Herzog Albrecht von den Pfalzgrafen einen Teil der Markgrafschaft Cham wieder zurücklöst, wird unter diesen Gütern auch Peylstein das haws genannt, das die Pfälzer von Friedrich und Engelhard die Zenger eingelöst haben. Die Feste wird in der Folge Sitz der Pflege Peilstein-Kötzting. Erster Pfleger war 1371 Friedrich Zenger. Nach einem Dientrevers von 1469 muss der Pfleger aber einen Dienstsitz in Kötzting nehmen und Peilstein von einem verlässlichen Diener versehen lassen. Bei der Teilung des Straubinger Erbes 1429 fiel Sattelpeilnstein an das Herzogtum Bayern-München.
Ende des 15. Jahrhunderts wird über Peilstein berichtet, es habe sowenig gült, das ein pfleger nit wol damit auskommen mag, darzu so ist das schloß so pawfellig. So entschloss sich Herzog Albrecht IV. 1503 das Schloss mit allem Zubehör dem Pfleger von Falkenstein Heinrich Goetz zu Bistriz als Leibgedinge mit der Auflage zu übertragen, das Gebäude wieder in guten Zustand zu bringen, was dieser aber nicht gemacht hat. 1571 überträgt Herzog Albrecht V. einem der unehelichen Söhne von Herzog Ernst, nämlich Justinian, das heruntergekommene Schloss mit den Hofmarken Peilnstein und Tragenschwand als durchgehendes Lehen; dieser nennt sich dann auch Justinian von Peilnstein. Dieser hatte auch die Hofmark Miltach übertragen bekommen. Ihm wird 1573 auch die Edelmannsfreiheit verliehen. Mit Unterstützung durch den Herzog konnte er das Schloss neu aufbauen. Dieser gab die baufällig gewordene Burg endgültig auf und ließ 1571–80 unterhalb der Burg das heute noch bestehende Schloss errichten, wobei die Burg als Steinbruch diente. 1571 wird die Anlage, die zum Bau des Schlosses abgebrochen wurde, nur noch ein eingefallner Purckhstall genannt, von dem aber noch für das 19. Jahrhundert Abbruchmaßnahmen belegt sind.

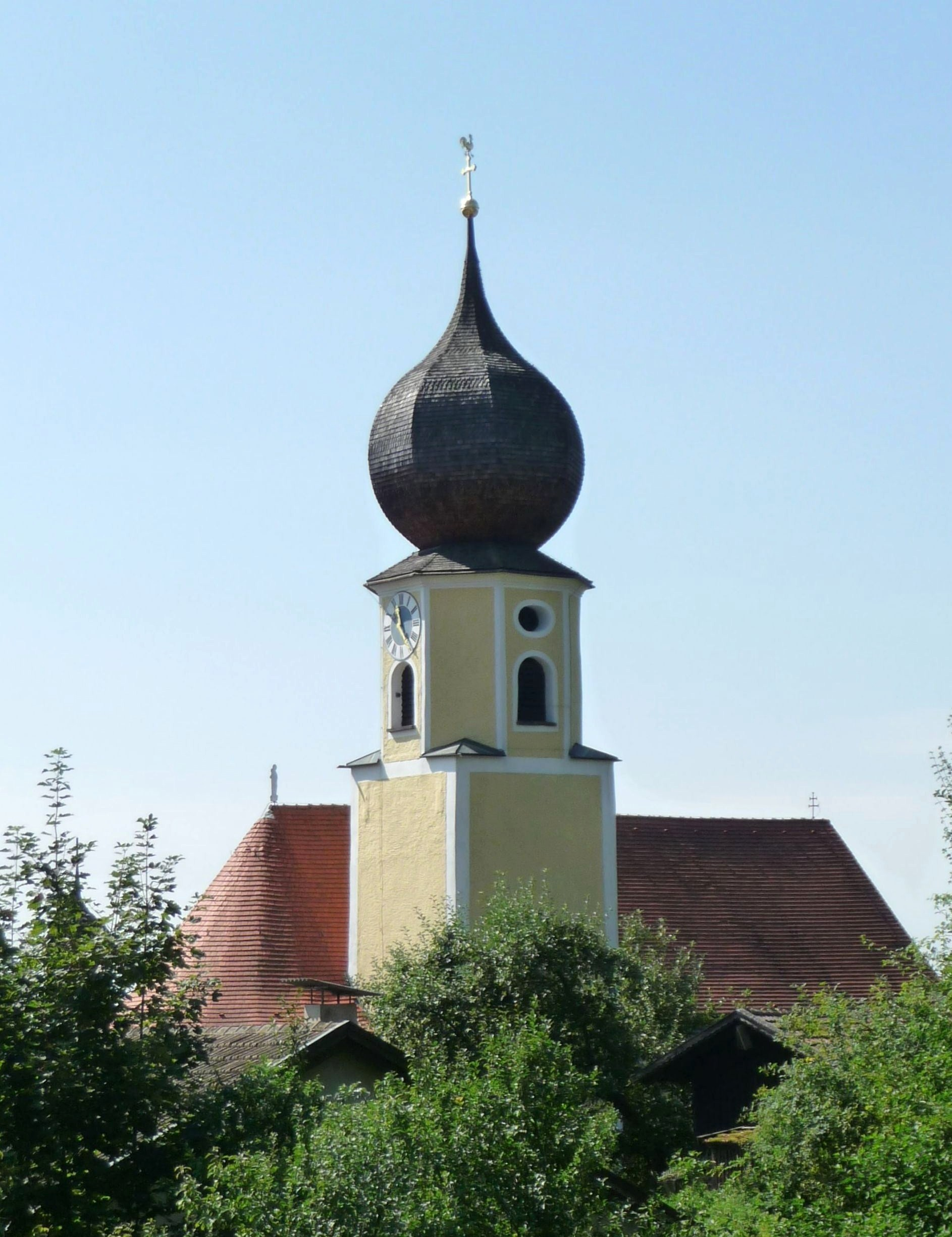
Pfarrkirche Sattelpeilnstein

Nach dem Tod der Nachkommen des Justinian, genannt wird Sohn Hans Georg, fällt das Schloss Sattelpeilnstein wieder an den Herzog zurück, der nun Oswald Schuß, Hofkammerpräsident und Pfleger zu Rottenburg, Satteilpeilstein und Tragenschwand schenkt. Bei dieser Familie verbleiben beide Hofmarken bis 1767, dem Tod von Ernst Leopold Xaver von Schuß. Die Familie von Schuß brachte das Gut zu großen Ehren und Reichtümern, trotz der harten Zeiten des Dreißigjährigen Krieges. Ihnen ist der Neubau der Pfarrkirche in der ersten Hälfte des 18. Jahrhunderts zu verdanken. 1778 sind hier die Pelkofer, die in der Gegend abwechselnd viele Besitzungen hatten (z. B. Schloss Raindorf, Chameregg, Schloss Malling), als Inhaber überliefert. 1780 kauft Josef Maria von Weichs auf Falkenfels das Gut. Zwischendurch sind auch die Knörringen und die Sandizell hier genannt. 1790 ist Johann Georg von Silberbauer in den Besitz beider Hofmarken gelangt. Die Gerichtsbarkeit geht bald an das Landgericht über.
1830 wird der Besitz auf dem Gantweg versteigert; die Kirchenverwaltung Sattelpeilnstein erwarb das Gut und verkaufte viele Grundstücke davon an die Dorfbevölkerung. Den Rest des verfallenen Schlossgutes kaufte 1832 Georg Stangl von Loifling, der das Bräuhaus verpachtete und Stallungen und andere Gebäude abbrechen ließ. Im Jahre 1842 erwarb Otto Schauer aus Passau das Schlossgut. Durch ihn erreichten die Besitztümer bald wieder das alte Ansehen. Noch heute befinden sich das Schloss und die ehemalige Brauerei in Privatbesitz.

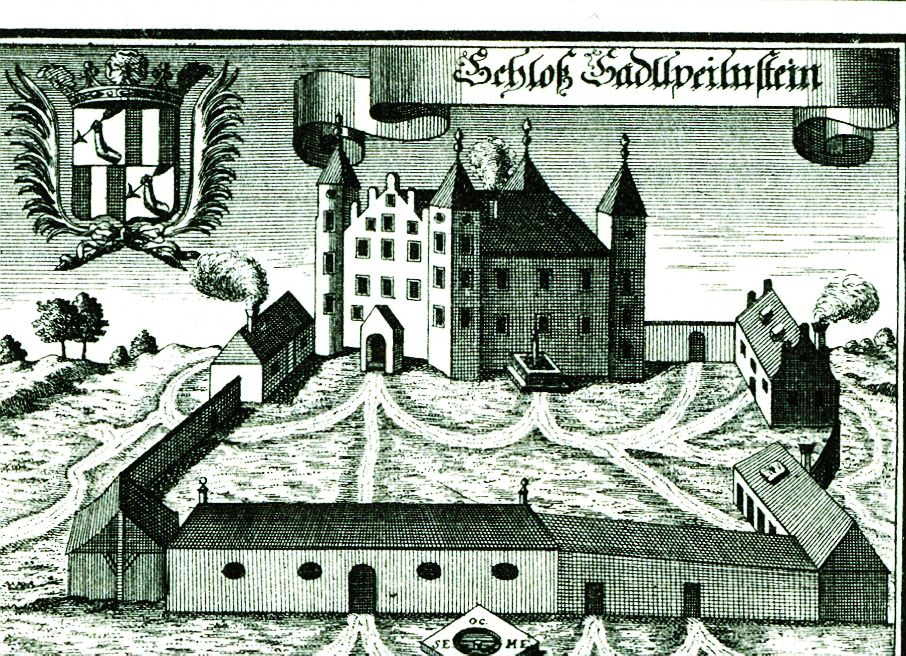
Schloss Sattelpeilnstein nach einem Stich von Michael Wening von 1721

## Schloss Sattelpeilnstein einst und jetzt
Von der 1571 abgetragenen Burg Sattelpeilnstein bzw. dem dazugehörenden Burgstall sind noch geringe Mauerreste mit Granitbuckelquader aus der zweiten Hälfte des 12. Jahrhunderts und einer Inschrift von 1842 erhalten. Den Zugang zu dieser kleinen Haupt- und der nach Süden bogenförmig vorgelagerten Vorburg deckte ein mächtiger Bergfried, der erst 1832 gesprengt wurde. Von der Ringmauer der Unterburg haben sich nur Teile als Futtermauer erhalten. Verschwunden ist ebenfalls ein noch im 19. Jahrhundert sichtbarer Brunnen- oder Zisternenschacht. Die Reste der Anlage stehen unter Denkmalschutz.
Das Schloss Sattelpeilnstein war nach dem Stich von Michael Wening von 1721 ein zweigeschossiger kubischer Bau mit vier Ecktürmen, die mit Zeltdächern gedeckt sind. Dem Schloss vorgelagert war ein überdachter Eingangsbereich. Das Schloss ist von Wirtschaftsbauten umgeben, die einen rechteckigen Vorplatz bilden, der teilweise durch Mauerstücke geschlossen ist.
Heute ist das Schloss weiterhin ein zweigeschossiger Flachsatteldachbau mit Mezzaningeschoss und vier ungleich hohen Ecktürmen (heute z. T. mit einem Zinnenkranz versehen). Der Bau stammt im Wesentlichen aus der Zeit von 1571 bis 1580. Nach einem Brand von 1862 wurde das Schloss vereinfacht wiederhergestellt. Zu dem Ensemble zählt eine granitene Stundensäule aus der ersten Hälfte 19. Jahrhundert, welche die Entfernungen in Gehzeiten angibt.